# Brais Méndez
Brais Méndez Portela (ur. 7 stycznia 1997 w Mos) – hiszpański piłkarz, występujący na pozycji pomocnika w hiszpańskim klubie Real Sociedad oraz w reprezentacji Hiszpanii. Wychowanek Celty Vigo.